# American Home Shield Tournament
L'American Home Shield Tournament è stato un torneo di tennis facente parte del Grand Prix giocato nel 1977 a San Jose negli Stati Uniti su campi in cemento.

## Albo d'oro

### Singolare
| Anno | Vincitore   | Finalista   | Punteggio     |
| ---- | ----------- | ----------- | ------------- |
| 1977 | Jiří Hřebec | Sandy Mayer | 3–6, 6–4, 7–5 |

### Doppio
| Anno | Vincitori                | Finalisti                | Punteggio |
| ---- | ------------------------ | ------------------------ | --------- |
| 1977 | Bob Hewitt Frew McMillan | Tom Gorman Geoff Masters | 6–2, 6–3  |